# Ira Bowman
Ira Bowman (Newark, Nueva Jersey, 11 de junio de 1973) es un exjugador y entrenador de baloncesto estadounidense que jugó tres temporadas en la NBA, compitiendo además en la CBA, la liga italiana, la USBL y la liga australiana. Con 1,96 metros de estatura, jugaba en la posición de base.

## Trayectoria deportiva

### Universidad
Jugó durante dos temporadas con los Friars del Providence College, en las que tuvo pocos minutos de juego, y otras dos con los Quakers de la Universidad de Pensilvania, promediando en estas últimas 13,5 puntos, 4,0 rebotes y 3,4 asistencias por partido. En su última temporada fue elegido mejor jugador de la Ivy League, tras liderar la conferencia en puntos, asistencias y robos de balón.

### Profesional
Tras no ser elegido en el Draft de la NBA de 1996, jugó la pretemporada con los Indiana Pacers, siendo finalmente despedido. Tras pasar brevemente por la liga australiana, jugó en ligas menores de su país hasta que en febrero de 2000 fichó por diez días con los Philadelphia 76ers, quienes le ampliaron el contrato hasta final de temporada. Allí jugó 11 partidos, anotando en total únicamente 5 puntos.
Volvió al año siguiente a la CBA, a los Connecticut Pride, siendo reclamado por los Atlanta Hawks con un nuevo contrato de diez días, desde donde tras tres partidos marchó al S.S. Basket Napoli italiano, donde únicamente disputó un partido en el que no consiguió ni un solo punto.
Tras un breve paso de nuevo por los Sixers, acabó su carrera en los Grand Rapids Hoops de la CBA.

## Estadísticas de su carrera en la NBA

### Temporada regular
| Temporada | Edad | Equipo             | Liga | P  | TIT | MIN | TC  | TCA | %TC   | 3P  | 3PA | %3P  | TL  | TLA | %TL  | R.OF. | R.DEF. | REB | ASIS | ROB | TAP | PER | FP  | PTS |
| 1999-00   | 26   | Philadelphia 76ers | NBA  | 11 | 0   | 1.8 | 0.2 | 0.2 | 1.000 | 0.0 | 0.0 |      | 0.1 | 0.2 | .500 | 0.0   | 0.2    | 0.2 | 0.1  | 0.1 | 0.0 | 0.1 | 0.0 | 0.5 |
| 2000-01   | 27   | Atlanta Hawks      | NBA  | 3  | 0   | 6.3 | 0.0 | 0.7 | .000  | 0.0 | 0.0 |      | 0.0 | 0.0 |      | 0.3   | 0.3    | 0.7 | 2.3  | 0.0 | 0.0 | 0.3 | 0.0 | 0.0 |
| 2001-02   | 28   | Philadelphia 76ers | NBA  | 3  | 0   | 9.7 | 1.7 | 2.3 | .714  | 0.0 | 0.3 | .000 | 0.0 | 0.0 |      | 0.0   | 0.3    | 0.3 | 0.3  | 0.7 | 0.0 | 0.0 | 1.0 | 3.3 |
| Total     |      |                    | NBA  | 17 | 0   | 4.0 | 0.4 | 0.6 | .636  | 0.0 | 0.1 | .000 | 0.1 | 0.1 | .500 | 0.1   | 0.2    | 0.3 | 0.5  | 0.2 | 0.0 | 0.1 | 0.2 | 0.9 |

### Playoffs
| Temporada | Edad | Equipo             | Liga | P | TIT | MIN | TC  | TCA | %TC  | 3P  | 3PA | %3P  | TL  | TLA | %TL  | R.OF. | R.DEF. | REB | ASIS | ROB | TAP | PER | FP  | PTS |
| 1999-00   | 26   | Philadelphia 76ers | NBA  | 7 |     | 1.6 | 0.0 | 0.3 | .000 | 0.0 | 0.1 | .000 | 0.0 | 0.3 | .000 | 0.0   | 0.0    | 0.0 | 0.3  | 0.0 | 0.0 | 0.0 | 0.0 | 0.0 |
| Total     |      |                    | NBA  | 7 |     | 1.6 | 0.0 | 0.3 | .000 | 0.0 | 0.1 | .000 | 0.0 | 0.3 | .000 | 0.0   | 0.0    | 0.0 | 0.3  | 0.0 | 0.0 | 0.0 | 0.0 | 0.0 |